# پرواز شماره ۷۷ امریکن ایرلاینز
پرواز شماره ۷۷ امریکن ایرلاینز پروازی بود که طی آن، یکی از چهار هواپیماربایی روز ۱۱ سپتامبر ۲۰۰۱ در مجموع حملات تروریستی ۱۱ سپتامبر اتفاق می‌افتد. در این پرواز هواپیماربایان پس از تغییر مسیر پرواز، هواپیما را به دیوار غربی پنتاگون می کوبانند. این حمله انتحاری، ۱۸۹ کشته داشت که از این تعداد ۶۹ نفر همه سرنشینان هواپیما بودند. در سال ۲۰۰۲ میلادی خرابی حاصله بازسازی شد.
این پرواز در ساعت ۸:۲۰ از فرودگاه واشینگتن به مقصد لس آنجلس به پرواز درآمد و درساعت ۸:۵۰ اعلام ربوده شدن کرد و در نهایت در ساعت ۹:۳۷:۴۶ صبح به وقت محلی با ساختمان پنتاگون برخورد نمود.

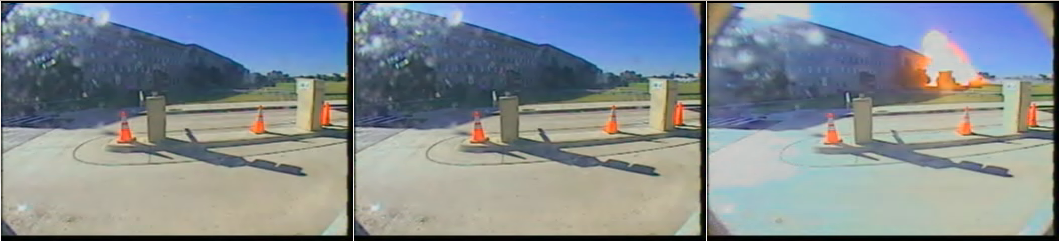

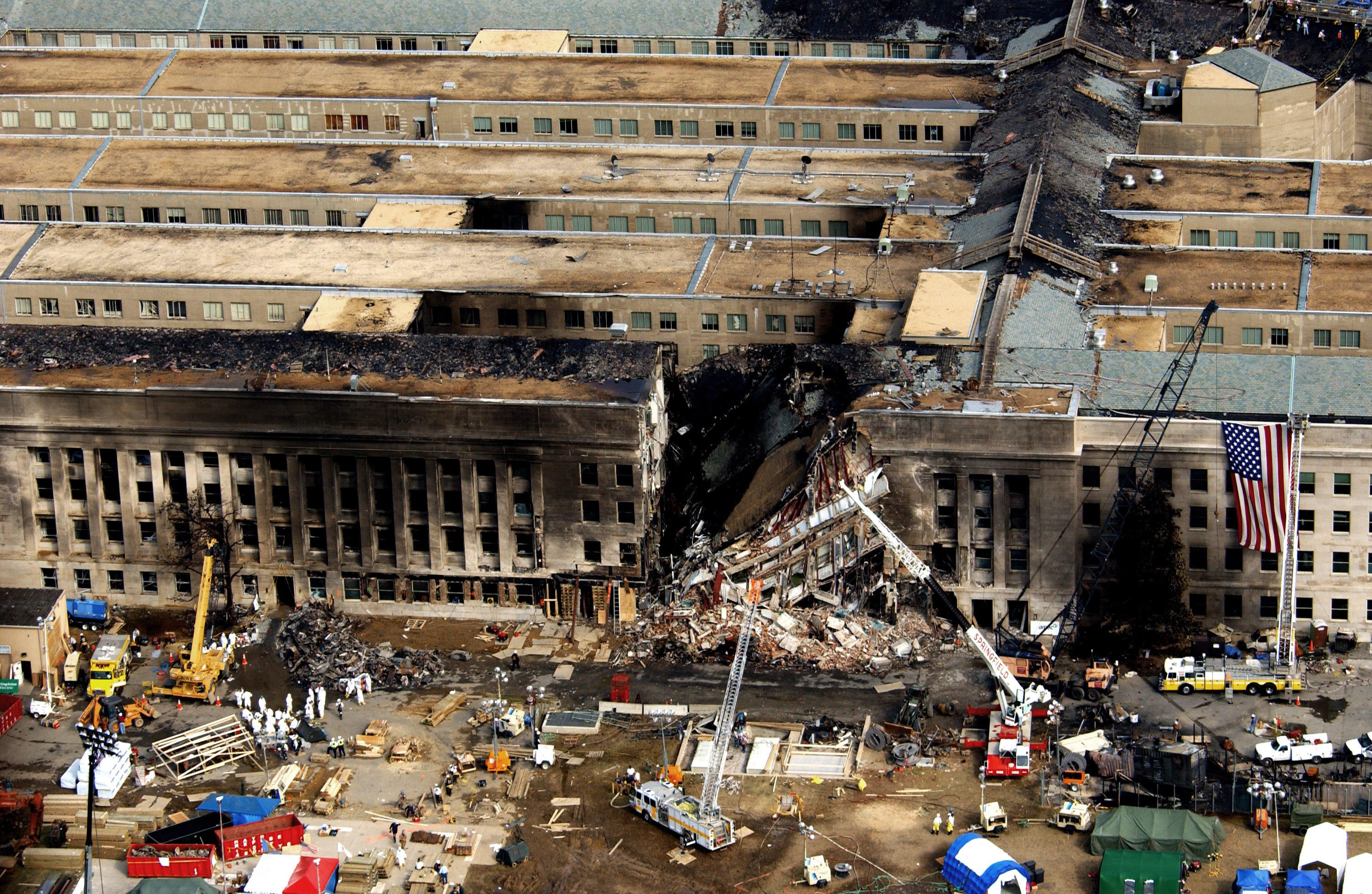
خسارت وارده بر اثر برخورد هواپیمای پرواز شماره ۷۷ امریکن ایرلاینز به دیوار غربی ساختمان پنج ضلعی پنتاگون